# Габор Каса
Габор Каса (мађ. Kasza Gábor; рођен 3. фебруара 1989. године у Суботици) је бициклиста и тренутни капитен јуниорске репрезентације Србије. Тренутно вози за Спартак из Суботице. Габор Каса је до сада био првак Србије у јуниорској и у конкуренцији такмичара до 23 године, како у друмској вожњи тако и у вожњи на хронометар.
Габор Каса је тренутно један од најбољих у категорији до 23 године, тако да је био једини из Србије у историји овог спорта који је добио позив и боравио три месеца у специјалном кампу Светске бициклистичке федерације у Швајцарској. Возећи за тим „Бициклистичког центра УЦИ“ завршио је трку „Велика награда Португала“ за Светски куп нација на трећем месту у генералном пласману брдских возача. Каса је, такође, освојио девету позицију у бодовању младих бициклиста. 2009. године учествовао је на медитеранским играма у Пескари, трци трци кроз Србију. На првенству Европе које је одржано у Белгији од 01-05 јула Суботичанин репрезентативац Спартака, пласирао се између 30. и 35. места у друмској трци за возаче до 23 године, забележивши, према незваничним резултатима време победника Белгијанца Криса Бурксмена. Крајем године учествоваће на светском првенству које ће се одржати Швајцарској од 22-27 септембра.

## Постигнути резултати
- 2006. године
  - 3. место -  првенство Србије, (трка на хронометар), јуниор
  - 2. место - првенство Балкана у Новом Пазару (друмска трка)
- 2007. године
  - 1. место - Трофеј сајамских градова, јуниор
  - 1. место -  првенство Србије, (друмска трка), јуниор
  - 1. место -  првенство Србије, (трка на хронометар), јуниор
  - 2. место - Трка по Штајерској, Словенија, јуниор
- 2008. године
  - 3. место - кружна стаза Мишелук, Нови Сад.
  - 2. место - Плава Трка, Делта Бајк.
  - 2. место - Велика награда Чубуре
  - 2. место - Тур де Крушевац.
  - 1. место -  првенство Србије, (друмска трка), до 23 године.
  - 2. место - GP Betonexpressz 2000, Мађарска.
  - 4. место - Трка кроз Војводину (б).
- 2009. године
  - 10. место - Куп нација, Ville Saguenay.
  - 1. место -  првенство Србије, (друмска трка), до 23 године.
  - 1. место -  првенство Србије, (трка на хронометар), до 23 године.
  - 5. место -  првенство Србије, (друмска трка), сениори.
  - 4. место -  првенство Србије, (трка на хронометар), сениори.